# 小行星3879
小行星3879（英語：3879 Machar）是一颗围绕太阳公转的小行星。1983年8月16日，茲丹卡·瓦弗洛娃在克列特发现了此天体。
这颗小行星的绝对星等为31.99978等。